# Kurman
Kurman (ukr. Курман; ros. Курман) – osiedle typu miejskiego w Republice Autonomicznej Krymu na Ukrainie, siedziba władz rejonu krasnohwardijskiego. W 2014 roku liczyło 11 tys. mieszkańców.
W 1944 roku nadano miejscowości nazwę Krasnohwardijskie (ukr. Красногвардійське, Krasnohwardijśke; ros. Красногвардейское, Krasnogwardiejskoje). W 1957 roku otrzymała status osiedla typu miejskiego.